# روو (غذا)

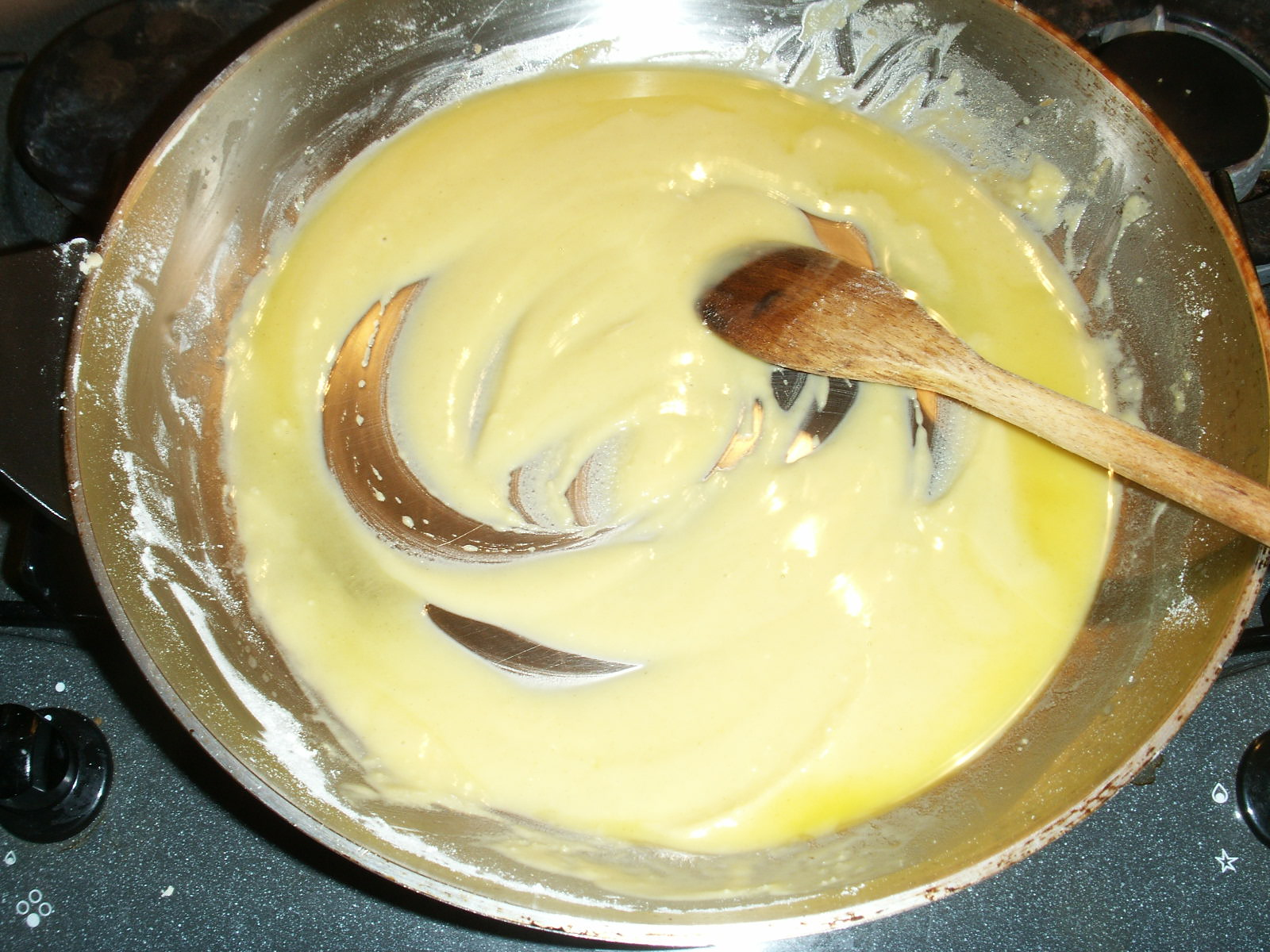

روو (انگلیسی: Roux) یکی از ارکان آشپزی و شیرینی‌پزی است که از ماحصل تفت‌دادن آرد یا نشاسته در کره یا چربی‌های حیوانی به‌دست می‌آید. روو در آشپزی فرنگی و به‌خصوص آشپزی فرانسوی کاربرد بسیاری دارد و پایهٔ اصلی ساخت برخی از سس‌های فرانسوی است. البته روو در سایر مکاتب آشپزی نیز کاربردهای فراوانی دارد.
ساده‌ترین روش تهیهٔ روو تفت‌دادن آرد در کره است؛ اما گاهی در اروپا و آمریکا به‌جای کره از چربی خوک یا روغن‌های نباتی به‌جای کره استفاده می‌کنند. میزان تفت دادگیِ روو بنا به نوع استفاده در خوراک‌های مختلف فرق می‌کند؛ برای مثال، برای تهیهٔ بعضی سس‌ها، روو باید کاملاً قهوه‌ای شود. تقریباً در تمام نقاط دنیا از روو برای تهیهٔ خوراک‌های مختلف استفاده می‌شود که در مناطق مختلف با چاشنی‌های متفاوت طعم‌دار می‌شود. در شرق آسیا از پودر کاریِ زرد برای طعم‌دار کردن روو استفاده می‌شود.
روو یکی از ارکان شیرینی‌پزی در دربار عثمانی و ترکیه از قرن پانزدهم میلادی بوده‌ است و نیز آرد و کرهٔ تفت‌داده پایهٔ ساخت دسر محبوب ایرانی حلواست.